# Hempstead, Holt
Hempstead är en ort och civil parish i Storbritannien.   Den ligger i grevskapet Norfolk och riksdelen England, i den sydöstra delen av landet, 170 km nordost om huvudstaden London. Hempstead ligger 57 meter över havet och antalet invånare är 179.
Terrängen runt Hempstead är platt. Runt Hempstead är det ganska tätbefolkat, med 104 invånare per kvadratkilometer. Närmaste större samhälle är North Walsham, 19,4 km öster om Hempstead. Trakten runt Hempstead består till största delen av jordbruksmark.